# Mario Haas
Mario Haas (n. 16 septembrie 1974) este un fost fotbalist austriac.

## Statistici
| Austria | Austria | Austria |
| An      | Meciuri | Goluri  |
| ------- | ------- | ------- |
| 1996    | 1       | 0       |
| 1997    | 0       | 0       |
| 1998    | 10      | 2       |
| 1999    | 4       | 0       |
| 2000    | 1       | 0       |
| 2001    | 7       | 0       |
| 2002    | 0       | 0       |
| 2003    | 8       | 4       |
| 2004    | 6       | 1       |
| 2005    | 3       | 0       |
| 2006    | 0       | 0       |
| 2007    | 3       | 0       |
| Total   | 43      | 7       |